# Laura LeRoy Travis
Laura LeRoy Travis (nacida en 1966 o 1967) es un jugadora retirada y entrenadora de tenis estadounidense. Después de ser campeona estatal de Delaware en la escuela secundaria, jugó en la Universidad de Delaware (UD) y fue tres veces campeona de individuales de la East Coast Conference (ECC), así como una vez campeona de dobles de la ECC. Después de su carrera como jugadora, se desempeñó como entrenadora en jefe de los equipos masculino y femenino de la UD durante más de 20 años, siendo cinco veces entrenadora del año de la conferencia durante su carrera. Fue incluida en el Museo de Deportes y Salón de la Fama de Delaware en 2025.

## Primeros años de vida y carrera como jugadora
Travis es de Wilmington (Delaware), y comenzó a jugar tenis a los 10 u 11 años. Compitió en su primer torneo a los 11 años, ganando el Torneo Clase B del Estado de Delaware.  Asistió a la Escuela Tower Hill en Wilmington, donde fue una destacada jugadora de tenis. Fue la mejor jugadora individual de Tower Hill durante cinco años y contribuyó a que ganaran cuatro títulos de equipo consecutivos en el Campeonato de Tenis de Escuelas Secundarias de Delaware. En individuales, fue subcampeona en el campeonato estatal de 1983 como estudiante de segundo año, llegó a las semifinales como estudiante de tercer año en 1984 y luego ganó el título estatal como estudiante de último año en 1985. También jugó hockey sobre césped en Tower Hill, ayudándolos a ganar el campeonato estatal en 1982, y cuando era estudiante de último año, fue capitana del equipo de tenis y hockey sobre césped. Fue nombrada la atleta femenina más destacada de la escuela en su último año.
Después de graduarse de Tower Hill, Travis se inscribió en la Universidad de Delaware (UD) en 1985 y se convirtió en el jugador número uno del equipo de tenis como estudiante de primer año, tanto en individuales como en dobles. Terminó siendo nombrada MVP del equipo en los cuatro años que jugó y ayudó al equipo a ganar cuatro campeonatos consecutivos de la East Coast Conference (ECC). También fue seleccionada académicamente para todo el distrito durante los cuatro años. Travis ganó tres campeonatos individuales de la ECC, en 1985, 1987 y 1988, y ganó el título de dobles de la ECC con Ingrid Dellatorre en 1986. Se convirtió en la líder de victorias de todos los tiempos entre las jugadoras de dobles de UD en 1986 y luego se convirtió en la jugadora con más victorias en individuales en 1987.
Según The News Journal, Travis terminó con «la mejor carrera de cualquier jugador en Delaware o en la historia de la East Coast Conference». Fue la única jugadora en la historia de la ECC con tres títulos individuales de conferencia y concluyó con un récord de individuales de 73-12.  Se desempeñó como capitana del equipo de Delaware durante dos años y compiló un récord de dobles de 26-9, estableciendo los récords de Delaware y ECC, y como estudiante de último año tuvo 16 victorias consecutivas, un récord de UD. Fue nombrada Atleta Académica del ECC y, en su último año, fue nominada al premio Amelia P. Warner de la UD, un reconocimiento a la «mujer que demuestra liderazgo, éxito académico y servicio comunitario».
Travis se graduó de la UD en 1989. Se mudó a Plantation, Florida, y decidió «comprometerse al 110 por ciento con el tenis profesional». En el verano de 1989, realizó una gira por Francia y jugó en varios torneos pequeños, ganando uno y recibiendo 200 dólares en premios. En 1990, compitió en el tour satélite profesional en dobles, junto a Danielle Webster, pero se desgarró el hombro en un partido, lo que requirió una cirugía para reparar los ligamentos en julio de 1990. Fue sometida a otra cirugía en febrero de 1991, pero regresó a la competición en julio en el Campeonato de Tenis Femenino del Estado de Delaware. Llegó a la final, pero, todavía recuperándose de su lesión en el hombro, perdió ante Cindy Prendergast. En medio de su posterior carrera como entrenadora, continuó compitiendo en torneos de Delaware y en 1994 derrotó a Prendergast por el título estatal. En 1995, la Asociación de Tenis de Delaware la clasificó como la tenista número uno del estado. Fue la Novata del Año de la Asociación Profesional de Tenis de los Estados Unidos (USPTA) en 1994 y la Jugadora del Año del Abierto Femenino de la USPTA en 1995.

## Carrera como entrenadora
Mientras se recuperaba de su lesión, Travis entrenó al equipo de tenis masculino de la escuela secundaria Alexis I. duPont a principios de 1991, y más tarde ese mismo año fue entrenador asistente voluntario del equipo femenino de Delaware. En 1992, fue nombrada entrenadora principal de tenis femenino de Delaware. También ayudó a Roy Rylander a entrenar al equipo masculino y, en 1993, fue nombrada sucesora de Rylander como entrenadora principal del equipo masculino también. Ella fue la primera mujer en Delaware en entrenar a un equipo masculino. Terminó sirviendo 26 años como entrenadora del equipo femenino y 21 años como entrenadora del equipo masculino hasta su renuncia en 2018. Fue una de las únicas mujeres que entrenó a un equipo atlético masculino de la División I de la NCAA durante más de 20 años y compiló un récord de 217-180 (.544) como entrenadora del equipo masculino con un récord de 295-165 (.641) con el equipo femenino.
Con el equipo femenino, Travis ayudó a las jugadoras a obtener el segundo lugar en el torneo de la America East Conference (AmEast) todos los años desde 1994 hasta 2001, y fue la Entrenadora del Año de AmEast en las temporadas 1994-95, 1995-96 y 1999-2000. Ella les ayudó a compilar un récord invicto de 17-0 en la temporada 1996-97, y les llevó a una racha de 42 victorias que empató con la más larga en la historia de la escuela entre los equipos femeninos. Como entrenador del equipo masculino, Travis ayudó a Delaware a ganar al menos 10 partidos en 15 de sus 21 temporadas, ya que terminaron segundos en el torneo AmEast en 1995-96, llegaron a las semifinales en 1995, 1998 y 1999, y ganaron el campeonato en la temporada 1996-97 con un récord de 15-5, el primer título del equipo desde 1974 y el segundo en general. Fue galardonada como Entrenadora de Tenis Masculino del Año de AmEast en 1996 y 1997.

## Vida personal
Se casó con Harrison Travis. Además de entrenar, Travis fue profesor en la UD y asesor del equipo de tenis del club de la escuela. Dirigió campamentos de tenis y en 2003 fue galardonada con el Premio Nacional de Recreación en Campus USTA/ITA, «por el crecimiento del deporte del tenis en un campus universitario». Participó activamente en la comunidad, organizando eventos de tenis, formando parte de la junta directiva de varias organizaciones y participando con frecuencia en el evento «Tenis en las Calles», que «transportaba en autobús a cientos de niños de bajos recursos para exponerlos al 'tenis en las calles'».
Travis fue incluido en el Salón de la Fama del Atletismo de la Universidad de Delaware en 2001, en el Salón de la Fama del Tenis de Delaware en 2009 y en el Salón de la Fama de la Sección de los Estados del Medio de la UTSA en 2014. Después de terminar su carrera como entrenadora, comenzó a competir nuevamente en tenis, participando en torneos nacionales por grupos de edad. En 2025, fue incluida en el Museo de Deportes y Salón de la Fama de Delaware.